# 埃斯蒂克-潘帕區
17°32′30″S 70°01′07″W / 17.5418°S 70.0185°W
埃斯蒂克-潘帕區（西班牙語：Distrito de Estique Pampa），是秘魯的一個區，位於該國南部塔克納大區的塔拉塔省，始建於1956年1月12日，面積185.6平方公里，海拔高度3,050米，2005年人口108，人口密度每平方公里0.58人。